# Mohammad Farzan Sana
Faruzansana Mohamado (japanisch モハマド ファルザン佐名 Mohamado Faruzansana; * 30. Juni 2004 in der Präfektur Chiba) ist ein japanischer Fußballspieler.

## Karriere
Faruzansana Mohamado erlernte das Fußballspielen in der Jugendmannschaft von Kashiwa Reysol. Hier unterschrieb er am 1. Februar 2023 auch seinen ersten Vertrag. Der Verein aus Kashiwa, einer Stadt in der Präfektur Chiba, spielte in der ersten japanischen Liga. Sein Erstligadebüt gab Mohammad Farzan Sana am 19. März 2023 (5. Spieltag) im Auswärtsspiel gegen Sanfrecce Hiroshima. Bei der 1:0-Niederlage wurde er in der 90.+1 Minute für Takumi Tsuchiya eingewechselt. In seiner ersten Saison bestritt er drei Erstligaspiele.